# Casa Alonzo T. Prentice
 La Casa Alonzo T. Prentice es una vivienda unifamiliar ubicada en el número 839 de West Lovell Street , Kalamazoo, Michigan. Fue inscrita en el Registro Nacional de Lugares Históricos en 1983. 

## Historia
Alonzo Prentice nació en Lockport, Nueva York, en 1828. Era joyero de profesión y se casó con la señorita Harriet Heats en Nueva York. Se mudó a Kalamazoo desde Nueva York poco después de mediados del siglo XIX. Posteriormente, trabajó para el Ferrocarril Central de Michigan como agente de billetes de una línea de vapores transoceánicos. Prentice mandó construir esta casa en 1884 para su familia. Prentice y su esposa vivieron aquí hasta su muerte; la de ella en 1902  y la de él en 1907. A finales del siglo XX, la casa se convirtió en apartamentos.

## Descripción
La Casa Prentice es una casa de madera de dos plantas, de estilo victoriano tardío, construida en planta en L. Presenta techos inclinados a dos aguas con cornisas clásicas. La casa destaca por su agradable diseño general y los elaborados detalles de su porche. Este incluye postes biselados, ménsulas curvilíneas y faldones de celosía con diseño de trébol.